# Kornél Fábry
Kornél Fábry (ur. 22 października 1972 w Budapeszcie) – węgierski duchowny katolicki, biskup pomocniczy archidiecezji ostrzyhomsko-budapeszteńskiej od 2023. 

## Życiorys
Święcenia kapłańskie otrzymał 17 czerwca 2000 i został inkardynowany do diecezji kaposvárskiej.
27 czerwca 2023 papież Franciszek mianował go biskupem pomocniczym archidiecezji ostrzyhomsko-budapeszteńskiej, ze stolicą tytularną Guardialfiera.
2 września 2023 otrzymał święcenia biskupie w Bazylice św. Stefana w Budapeszcie. Konsekrował go metropolita ostrzyhomsko-budapesztański, kard. Péter Erdő w asyście Michaela Banacha, nuncjusza apostolskiego na Węgrzech i László Vargi, biskupa diecezjalnego Kaposvár.